# パオロ・コンティ
パオロ・コンティ（Paolo Conti、1950年4月1日 - ）は、イタリア出身の元同国代表の元サッカー選手。ポジションはGK。

## 所属クラブ
- 1968年 - 1970年  ヴァッレヴェルデ・リッチョーネFC
- 1970年 - 1972年  モデナFC
- 1972年 - 1973年  USアレッツォ
- 1973年 - 1980年  ASローマ
- 1980年 - 1981年  ACエラス・ヴェローナ
- 1981年 - 1983年  UCサンプドリア
- 1983年 - 1984年  ASバーリ
- 1984年 - 1988年  ACフィオレンティーナ

## 獲得タイトル
- コッパ・イタリア：1回 (1979-80)

| スタブアイコン | サブスタブ | この項目は、まだ閲覧者の調べものの参照としては役立たない、サッカー選手に関連した書きかけの項目です。この項目を加筆・訂正などしてくださる協力者を求めています（P:サッカー/PJ:サッカー選手/PJ:女子サッカー）。 |